# Rio Muru
Rio Muru är ett vattendrag i Brasilien.   Det ligger i delstaten Acre, i den västra delen av landet, 2 600 km väster om huvudstaden Brasília. Vattendraget är en biflod till Rio Tarauacá. Mynningen ligger vid orten Tarauacá.
I omgivningarna runt Rio Muru växer i huvudsak städsegrön lövskog. Trakten runt Rio Muru är nära nog obefolkad, med mindre än två invånare per kvadratkilometer.